# Franz Junghuhn
Franz Wilhelm Junghuhn (Mansfeld (Koninkrijk Westfalen), 26 oktober 1809 – Lembang (Java), 24 april 1864) was een Pruisisch-Nederlands ontdekkingsreiziger, indoloog, landmeter, arts, geograaf, geoloog en botanicus. Als onderzoeker bracht hij in dienst van de autoriteiten van Nederlands-Indië de geografie, geologie en natuur van Java en de Bataklanden op Sumatra in kaart. Naast het wetenschappelijk vastleggen van zijn ontdekkingen schreef Junghuhn ook boeken over zijn reizen, bekend vanwege hun gekleurde litho's van Indische landschappen.
Junghuhns werk was een grote stap vooruit in de kennis van de natuur van de tropen en in het bijzonder van Nederlands-Indië (tegenwoordig Indonesië). Zijn boeken vormden in zijn tijd samen de meest nauwkeurige en complete beschrijving van een gebied in de tropen en zijn gegevens en verzamelingen zouden nog jaren na zijn dood leiden tot nieuwe ontdekkingen en inzichten.

## Biografie

### Jeugd, studententijd en Algerije
Junghuhns vader, een ongediplomeerd mijnarts, wilde dat zijn zoon arts werd en stelde een predikant aan als privéleraar. De jonge Junghuhn had zo'n hekel aan zijn leraar dat hij zijn hele leven een afkeer van de clerus zou blijven houden. Hij begaf zich al in 1825 naar de universiteit van Halle om medicijnen te gaan studeren. Omdat hij nog veel te jong gevonden werd, lukte het pas in 1827 zich in te laten schrijven. Onder invloed van zijn vriend Hermann Burmeister wijdde hij zijn tijd echter aan de bestudering van de natuur. In 1830 wist hij een studie van lokale soorten paddenstoelen gepubliceerd te krijgen in de Linnaea. Dit zorgde voor een breuk met zijn vader, die zijn financiële steun staakte. Door zijn persoonlijke bezittingen te verkopen en allerlei kleine baantjes probeerde Junghuhn het hoofd boven water te houden. Pas na een zelfmoordpoging in de lente van 1830 verzoende zijn vader zich weer met hem.
Junghuhn zette zijn studie medicijnen daarna voort in Berlijn. In 1831 trad hij echter in militaire dienst. Bij een afscheidsfeest in Berlijn maakte hij ruzie met een Zwitserse student, wat leidde tot een duel met het pistool tussen de twee. Junghuhn kreeg daarbij een kogel in zijn linker dij. Op dit soort duels stonden in die tijd zware straffen: Junghuhn werd veroordeeld tot tien jaar gevangenisstraf. Hij hoefde deze straf niet direct uit te zitten omdat hij al als hospik aan een in de Hunsrück gelegerde veldbatterij was toegewezen. Pas een paar maanden later kreeg de commandant van de batterij bevel Junghuhn op te pakken en naar de militaire gevangenis in de Festung Ehrenbreitstein te Koblenz te sturen, waar hij op 1 januari 1832 aankwam.

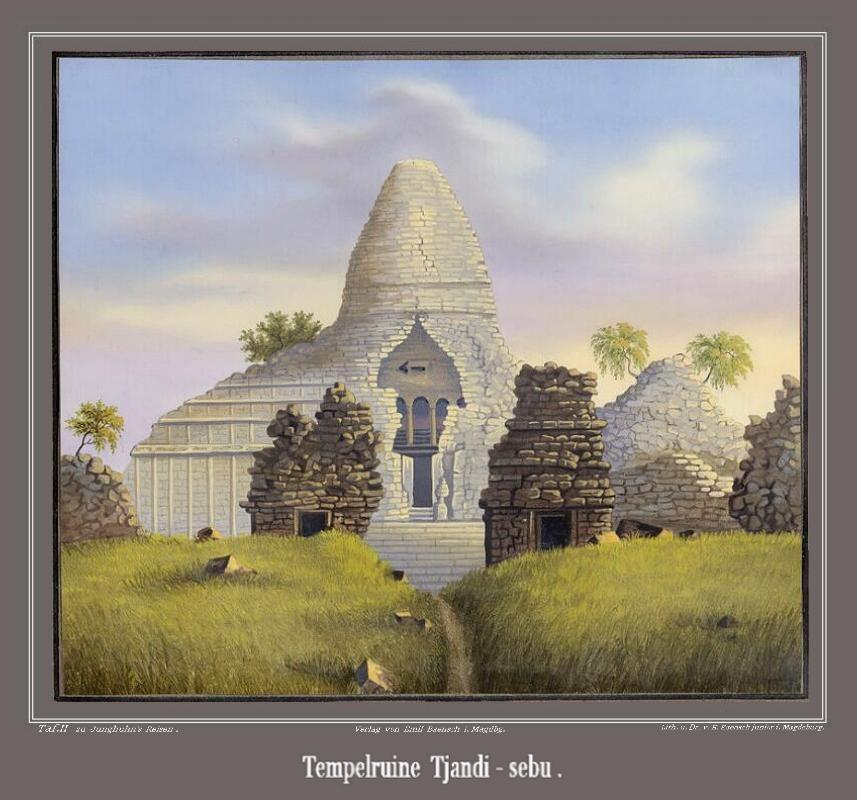
Junghuhns tekening van de ruïne van de "Tjandi Sebu" (Candi Sewu) bij de Prambanan, 1836.

Na een jaar gevangen te hebben gezeten wist Junghuhn zich, door een longontsteking voor te wenden, over te laten plaatsen naar het militaire hospitaal van Koblenz. Een terugplaatsing in de gevangenis wist hij in januari 1833 te verhinderen door een psychische aandoening te simuleren. In september van dat jaar wist hij uit het hospitaal te ontsnappen. Via Trier vluchtte hij naar Luxemburg en op 22 september stak hij de Franse grens over. Hij meldde zich aan als arts bij het Franse vreemdelingenlegioen in Toulon, maar werd slechts als soldaat gerekruteerd. Van januari tot juni 1834 was hij in Algerije gestationeerd. Daar nam hij deel aan een schermutseling met Arabische soldaten maar kreeg ook toestemming de lokale planten te bestuderen. Na vijf maanden dienst werd hij ongeschikt bevonden en uit het legioen ontslagen.
Junghuhn reisde naar Parijs, waar hij probeerde zijn naam te zuiveren. In antwoord op zijn verzoek ontving hij echter een brief van de Pruisische ambassade, waarin hem werd meegedeeld dat hem al meer dan een jaar daarvoor gratie verleend was. In Parijs zocht hij mycoloog Christiaan Hendrik Persoon op, die hem aanraadde de plantenwereld van de Soenda-eilanden te bestuderen door via het Koloniaal Werfdepot te Harderwijk dienst te nemen in het Nederlandse koloniale leger in Indië.
Junghuhn schreef zijn ervaringen in gevangenschap en in het Franse legioen in 1834 op. Pas in 1909 zou dit gepubliceerd worden onder de naam Flucht nach Afrika.

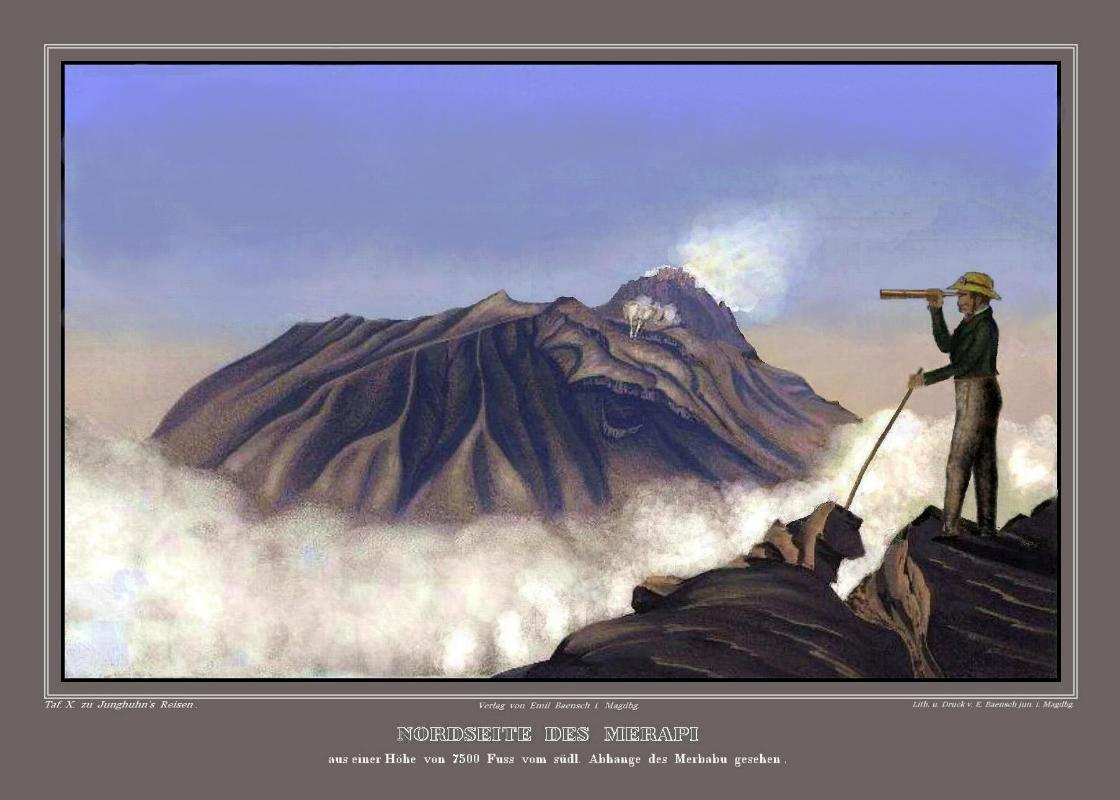
Tekening van de noordzijde van de Merapi, waarin Junghuhn zichzelf op de voorgrond tekende.

### Eerste verblijf op Java
Junghuhn besloot Persoons advies ter harte te nemen en na een kort verblijf in Duitsland reisde hij naar Nederland. Eind 1834 deed hij een medisch examen in Utrecht, waarna hij een baan als legerarts in Indië toegewezen kreeg. In juni 1835 voer hij met de driemaster Jacob Cats naar Java, waar hij op 13 oktober in Batavia aankwam. Pas dertien jaar later zou hij terugkeren naar Europa.
Junghuhn werkte daarna als arts in de militaire ziekenhuizen van Batavia en Semarang. In dezelfde tijd bestudeerde hij de lokale plantenwereld, beklom de bergen in de omgeving en schreef al zijn ontdekkingen op, waardoor hij door zijn collega’s van plichtsverzuim beschuldigd werd.
In 1836 werd hij overgeplaatst naar Djokjakarta (Yogyakarta). Hij verkende in deze tijd het vanwege zijn talrijke kegelvormige bergen Gunung Sewu (duizend bergen) genoemde karstgebied aan de zuidkust van Java, om daarna de vulkaan Merapi te onderzoeken. Hij beklom de 2900 meter hoge vulkaan meerdere malen en bracht hem nauwkeurig in kaart. De hoogte mat hij met een zelf uit bamboe en glas gemaakte barometer, die onderweg continu rechtop gehouden moest worden.
In 1837 werd Junghuhn onder de Duitse arts E.A. Fritze geplaatst, die zelf ook in natuuronderzoek geïnteresseerd was. Fritze stelde Junghuhns interesse op prijs en nam hem mee op twee inspectiereizen. Op de eerste reis, door West-Java, werden talloze vulkanen onderzocht, waaronder de Patuha, de Tangkuban Perahu, de Guntur en de Papandayan. Op de tweede reis, door Oost- en Midden-Java, werden de vulkanen Lawu, Sumbing, Sindoro en Wilis, het Tenggergebergte met de Bromo en de moddervulkanen bij Soerabaja onderzocht. Fritze onderzocht de geologie, verzamelde gesteentemonsters en berekende de hoogten, terwijl Junghuhn vooral de planten onderzocht.
Op Fritzes aanraden werd Junghuhn door de Nederlandse autoriteiten gesteund bij verder onderzoek op West-Java. Junghuhn bezocht meerdere malen de vulkanen Gede en Pangrango ten zuidoosten van Buitenzorg (Bogor). Hij beklom als eerste de 3019 m hoge Mandalawangi. Junghuhn publiceerde zijn waarnemingen en ervaringen onder de titel Topographische und naturwissenschaftliche Reisen durch Java.

### Sumatra

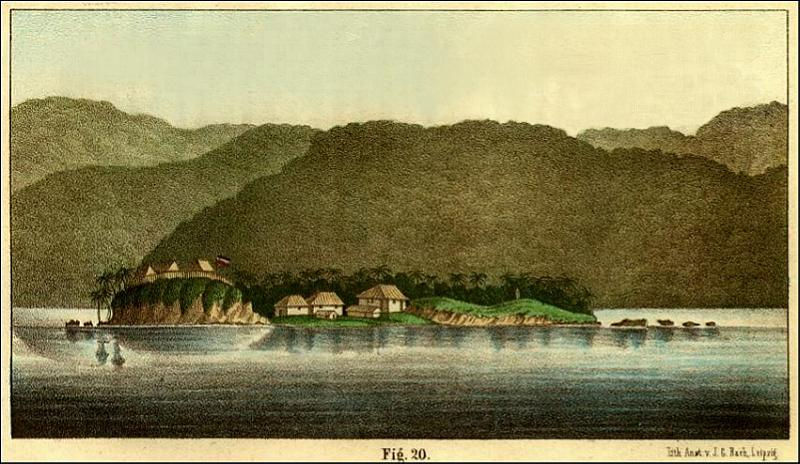
Het eiland Pontjang Kitjil (Poncang Kecil) in de Tapanulibaai (nu: Teluk Sibolga), de Nederlandse voorpost van waaruit Junghuhn en Von Rosenberg het binnenland van Sumatra introkken. Uit Junghuhns Rückreise von Java nach Europa.

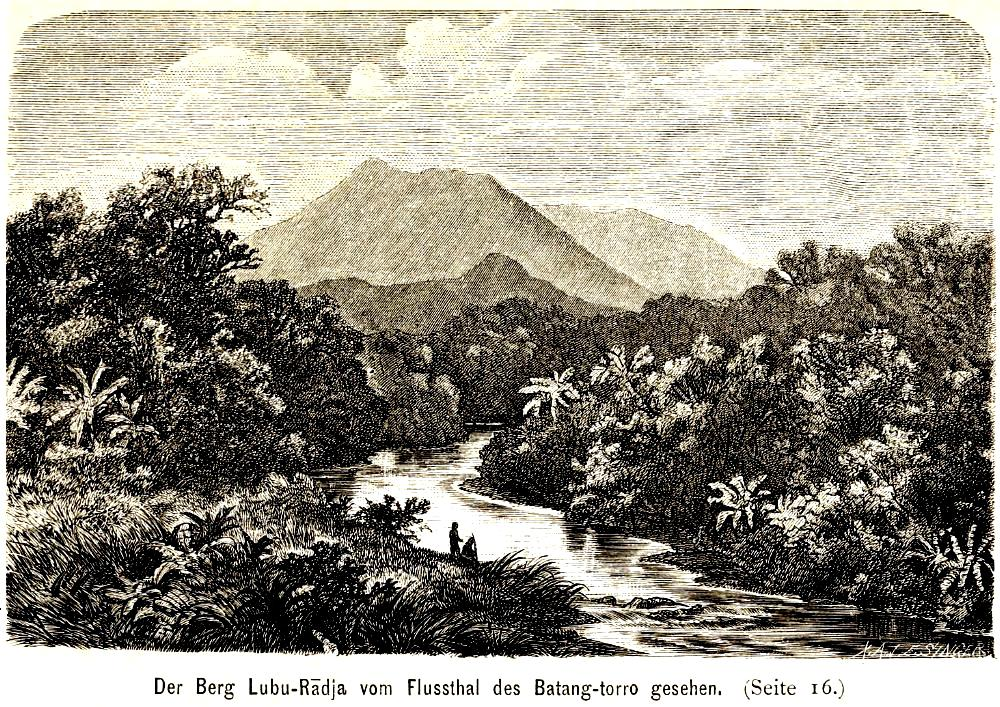
De vulkaan Dolok Lubuk Raya, die Junghuhn op 7 november 1840 beklom. Uit Von Rosenbergs Malayische Archipel.

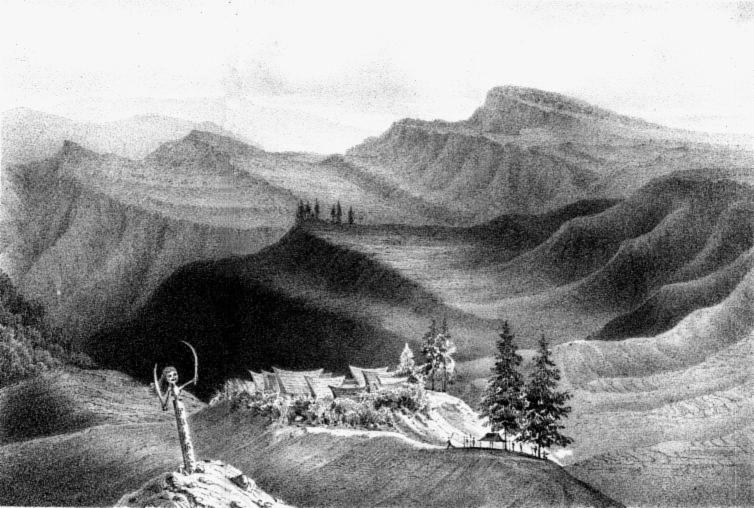
Het dorp Gudarim Baru in het Batakgebied

In mei 1839 stierf Fritze, waardoor Junghuhn zijn beschermer kwijt raakte. Hoewel Junghuhn liefst zijn werk voor de Natuurkundige Commissie voort wilde zetten, was hij nog steeds in militaire dienst en zijn verzoek werd geweigerd. In maart en april onderzocht hij het vulkanische Diengplateau in Midden-Java, maar daarna werd hij naar Batavia geroepen, tot chirurg tweede klasse benoemd en in juli 1840 naar Padang (West-Sumatra) uitgezonden.
Wegens ziekte was hij gedwongen een boot later te nemen, wat tot een toevallige ontmoeting leidde die de rest van zijn levensloop zou beïnvloeden. Op de boot ontmoette Junghuhn Pieter Merkus, die als regeringscommissaris onderweg was naar Sumatra en twee jaar later tot gouverneur-generaal van Nederlands-Indië zou worden benoemd. Merkus bedacht dat Junghuhn beter van nut zou zijn als verkenner en onderzoeker dan als arts en gaf hem daarop de gevaarlijke opdracht de binnenlanden van Sumatra (het gebied van de Batak) in kaart te brengen. Junghuhn nam de opdracht dankbaar aan omdat hij nu eindelijk van zijn medische dienst bevrijd was. Hij kreeg als assistent de Duitse natuuronderzoeker Hermann von Rosenberg toegewezen.
De twee onderzoekers konden vanwege een kort daarvoor neergeslagen opstand van de Padri (in 1837 werd een "islamitisch-militant" oproer in de zogenaamde Paderi-oorlogen neergeslagen) niet gemakkelijk vanaf Padang het binnenland intrekken. Daarom namen ze het koopvaardijschip Justina langs de westkust van Sumatra naar het noorden. Op 2 oktober ankerde het schip in de Tapanuli-baai. Om strategische redenen was de Nederlandse buitenpost daar op een eiland voor de kust gelegen. Ze troffen hier de laatste voorbereidingen voor hun tocht naar het binnenland.
Slechts enkele dagen na het begin van de expeditie door het met oerwoud begroeide binnenland van Sumatra raakte Von Rosenberg verdwaald tijdens een jachtpartij. Toen Junghuhn zijn assistent terugvond was deze de uitputting nabij. Hij kreeg een zo heftige koortsaanval dat hij niet langer mee kon. Junghuhn zette zijn onderzoek van de zuidelijke Bataklanden daarom alleen voort. Het verkennen en landmeten van dit moeilijk doordringbare terrein vergde veel van zijn fysieke en psychische krachten. Soms werd hij bedreigd door de wantrouwige inwoners, die enkele jaren daarvoor door Maleiers waren aangevallen. Ze hinderden hem bij zijn werk en beletten hem verder naar het noorden te trekken.
In nog niet in kaart gebracht gebied mat Junghuhn het land op door astronomisch van twee markante bergtoppen de geografische coördinaten (breedte en azimut) te bepalen. Daardoor was hij in staat de onderlinge afstand te berekenen. Vanaf deze basis stelde hij door hoek- en poolhoogtemetingen een geodetisch netwerk op. Daarmee voerde hij de eerste driehoeksmeting in Nederlands-Indië uit. Bijzonder aan dit feit is dat de metingen in de oerwouden en gebergten van Sumatra werden uitgevoerd, niet op het veel dichter bewoonde Java, waar het terrein veel makkelijker is voor een dergelijke meting. Het zou tot rond 1900 duren voor het gebied waar Junghuhn zijn metingen deed, geheel onderworpen werd aan het Nederlandse koloniale gezag.
| De kaart die Junghuhn van West-Sumatra maakte was niet de eerste. De Britse oriëntalist William Marsden, die in Bengkulu aan de westkust woonde, had in 1811 al een kaart gepubliceerd. Deze bevatte de bergtoppen die men vanaf een schip kon zien, de bergruggen ertussen waren op Marsdens fantasie gebaseerd. Junghuhns kaart was de eerste poging het binnenland nauwkeurig te karteren. |                                                                |                                                     |
| |                                                                |                                                     |
| Marsdens kaart van Sumatra, 1811 (aspect) | Junghuhns kaart van hetzelfde gebied, 1847, schaal 1:1.000.000 | Overzichtskaart uit de jaren 30, schaal 1:1.500.000 |

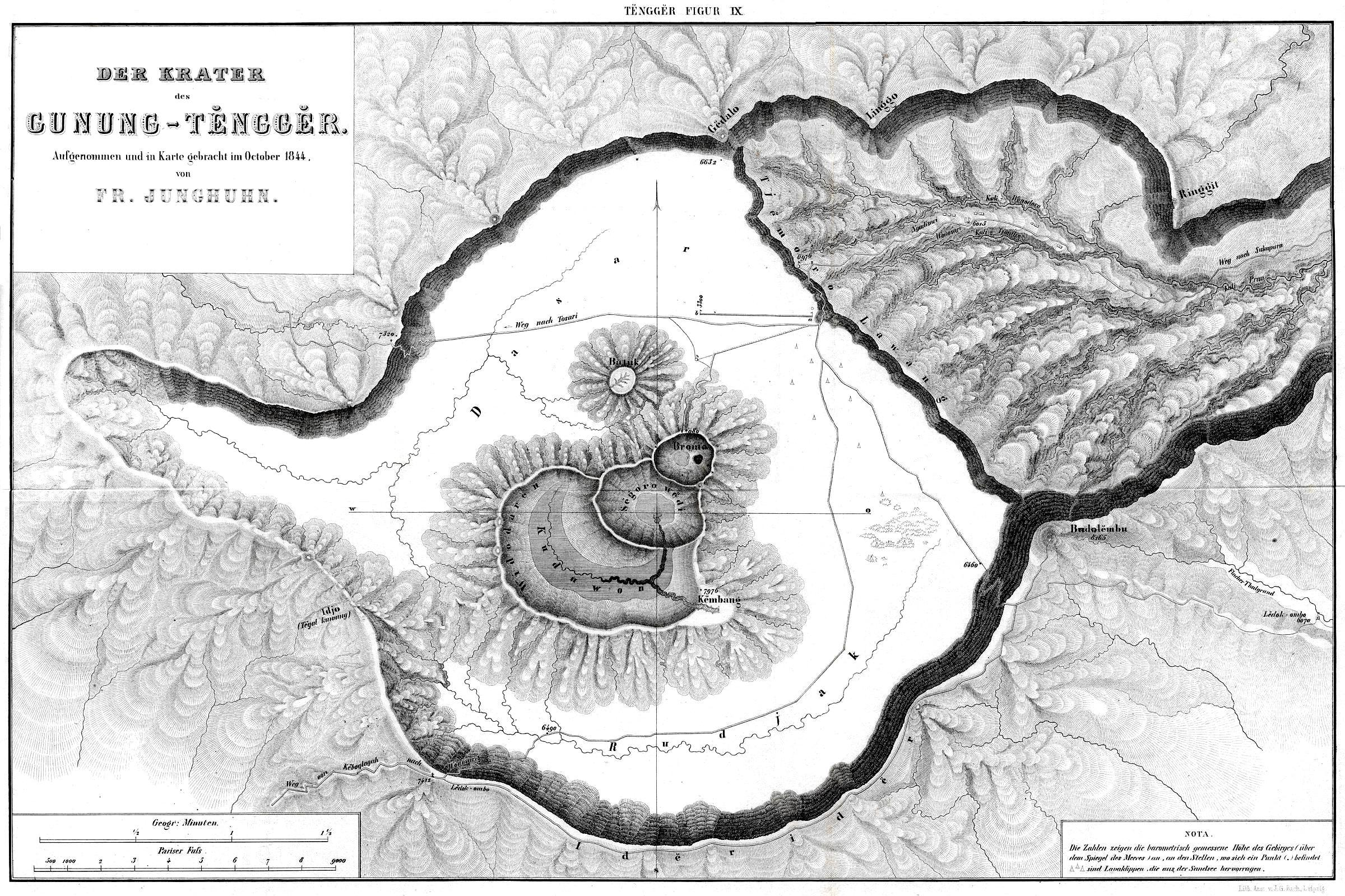
Kaart van het Tenggergebergte, in 1844 door Junghuhn getekend.

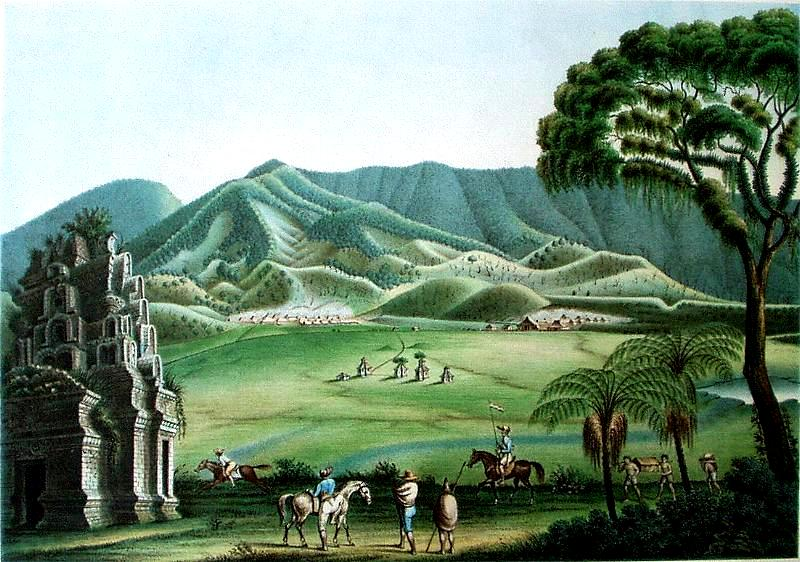
Dieng-plateau, tekening uit Junghuhns Java-Album

Junghuhns kaart zou de weg bereiden voor latere ontdekkingsreizigers, zoals Ida Pfeiffer, en de eerste missionarissen. Het was onder andere de eerste kaart waarop de Mandailing, de slapende vulkaan Dolok Lubuk Raya en het Tobameer te zien zijn. Het laatste baseerde Junghuhn op berichten van de inwoners, de eerste westerling die het meer daadwerkelijk bezocht was de antropoloog Herman Neubronner van der Tuuk in 1853.

### Terug op Java
Op 29 juni 1842 keerde Junghuhn na twintig maanden in de wildernis te hebben doorgebracht terug naar Batavia. Daar was hij tot 1844 in opdracht van de Nederlands-Indische regering bezig met de geodetische opmeting van Java. Al in 1808 had de Nederlandse maarschalk Daendels de kartering van Java gelast. In 1812, toen het eiland voor korte tijd in handen van de Britse East India Company was, was deze kaart afgerond door Thomas Stamford Raffles, die hem in 1817 publiceerde. Omdat deze kaart niet op trigonometrische berekeningen berustte was hij erg onnauwkeurig.
Junghuhn begon zijn metingen met twee door astronomische plaatsbepaling vastgelegde punten aan de noordkust van Java. Uitgerust met kompas en sextant (later verving hij de sextant door een theodoliet) karteerde hij vanaf de toppen van vulkanen alle zichtbare punten. Gebruikmakend van Junghuhns profielen en metingen maakte de Amerikaanse natuuronderzoeker Thomas Horsfield een nauwkeurige kaart.
Omdat Junghuhn geen makkelijk mens was in de persoonlijke omgang en vaak zeer scherp was in zijn kritiek, wist hij zich veel vijanden te maken. Hoewel overtuigd aanhanger van het koloniale systeem, bekritiseerde hij de misstanden ervan vaak met bijtende spot. In 1845 schreef hij een kritisch artikel over een aantal Javaanse vorsten waar de Nederlanders mee samenwerkten in het Tijdschrift voor Nederlands-Indië. Hij ontving hiervoor een ernstige berisping van de Nederlands-Indische regering, waarin hem verteld werd dat als hij zich nog eens zo zou uitdrukken hem eene verwijdering uit den dienst van de lande en uit deze kolonie te wachten stond. Waarschijnlijk is deze berisping echter grotendeels het gevolg geweest van de animositeit tussen een ambtenaar aan het gouvernement en de uitgever van het tijdschrift.
In 1845 werd Junghuhn benoemd in de Commissie voor Natuurkundig onderzoek op Java. Junghuhn werd eervol ontslagen uit militaire dienst en was nu eindelijk af van zijn medische plichten. Hij kreeg de opdracht steenkoolvoorkomens op Java in kaart te brengen. Daarnaast onderzocht Junghuhn in zijn nieuwe positie opnieuw de geologie, planten en fossielen van Java.

### Leiden
Door de vele excursies en expedities ging Junghuhns gezondheid echter achteruit, en in augustus 1848 kreeg hij ziekteverlof om terug te reizen naar Europa. Met de zogenaamde “Engelse overlandpost” (de route waarbij men in het door de Britten bezette Egypte een stuk over land reisde zodat men niet helemaal om Afrika heen hoefde te varen) reisde hij na dertien jaar terug naar Europa. Uit zijn aantekeningen over de reis blijkt, dat hij eerst een bezoek aan zijn geboorteplaats Mansfeld bracht. Van zijn ouders was alleen zijn moeder nog in leven, zijn vader was in 1844 gestorven.

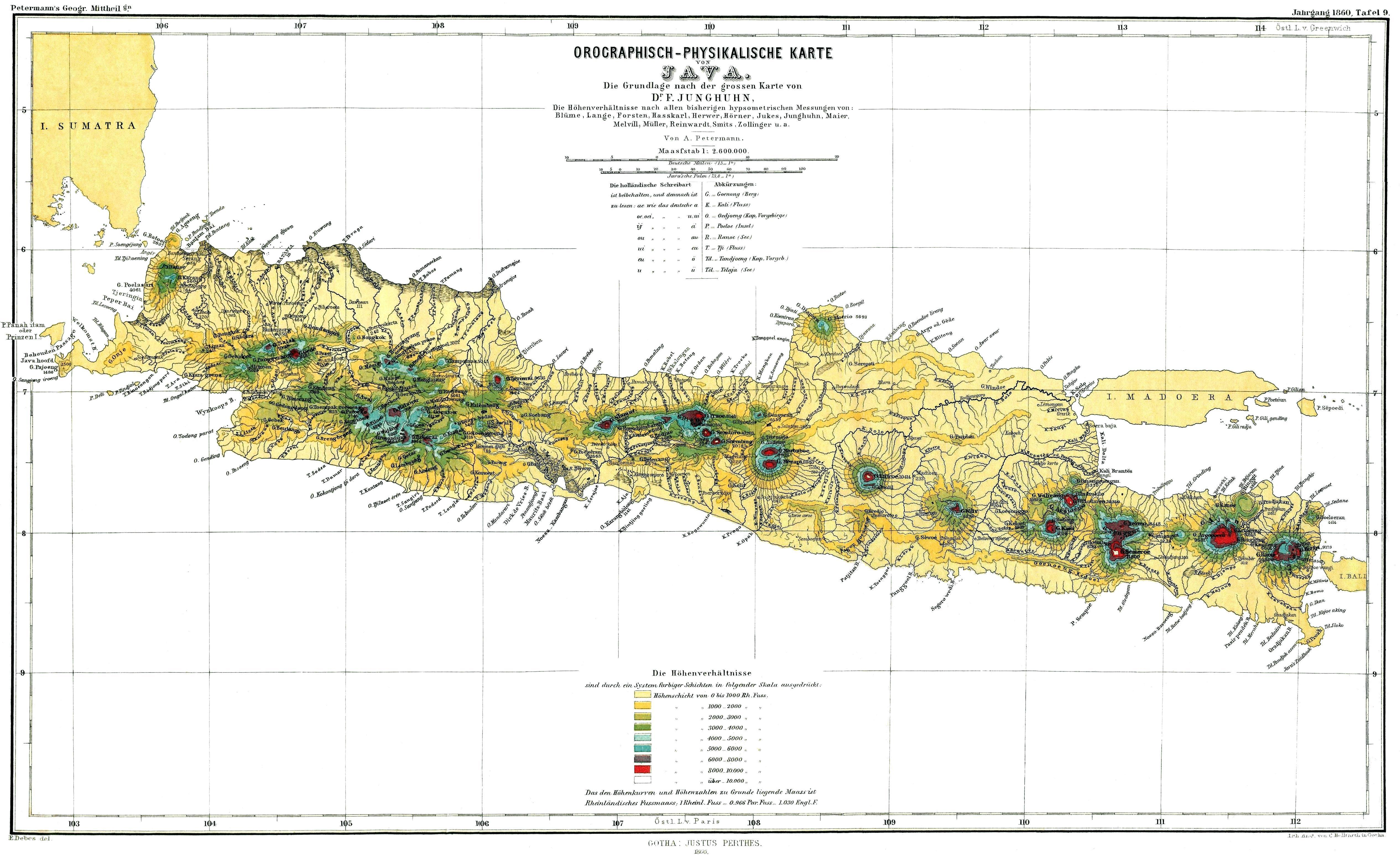
Kleinere versie van Junghuhns kaart van Java uit 1860.

Hij vestigde zich daarna in Leiden, waar hij aan de universiteit werk vond. Hij droeg het onderzoek van zijn grote verzameling Javaanse plantensoorten over aan de botanici van het Rijksherbarium, terwijl hij zich zelf wijdde aan het uitwerken van zijn aantekeningen over Java. Het resultaat zou zijn belangrijkste levenswerk worden, dat in 1849 gepubliceerd werd onder de titel Java, deszelfs gedaante, bekleeding en inwendige structuur. De tweede, verbeterde uitgave uit 1850-1854 droeg de titel Java, zijne gedaante, zijn plantentooi en inwendige bouw. De druk van het tweede hoofdstuk, over het landschap en de vegetatie van Java, stelde Junghuhn tot het laatste uit zodat de nieuwste bevindingen van de Leidse botanici meegenomen konden worden. De wetenschappelijke resultaten van het onderzoek van zijn verzameling werden in 1851 onder de titel Plantae Junghuhnianae en vanaf 1908 onder de titel Plantae Junghuhnianae Ineditae gepubliceerd.
Op 23 januari 1850 trad Junghuhn in het huwelijk met de in Leiden wonende 22-jarige officiersdochter Johanna Koch. In 1852 liet hij zich tot Nederlands staatsburger naturaliseren. Hij maakte in zijn Leidse tijd reizen naar Noord- en Midden-Europa, de Pyreneeën, de Alpen, Zweden en de Kaukasus. Junghuhn heeft over deze reizen nooit gepubliceerd, hij was in die tijd te druk bezig met het maken van een nauwkeurige kaart van Java.
In mei 1855 kwam deze kaart klaar, nadat Junghuhn er drie jaar aan gewerkt had. De kaart werd met lithografische druk gemaakt in vier folia (bladen) met een totale grootte van 79 × 308 cm. Reliëf werd door arcering benadrukt. Op zestien kleinere kaarten zijn de belangrijkste bergtoppen en (in navolging van Rochussens opdracht) de ligging van steenkoollagen aangegeven. In 1860 verscheen een versimpelde en kleinere versie van Junghuhns kaart, die makkelijker in het gebruik was. De eerste triangulatie van Java, die tussen 1853 en 1889 uitgevoerd werd, leidde niet tot wezenlijke verbeteringen ten opzichte van Junghuhns werk.

### Terug naar Indië
In 1855 liep Junghuhns ziekteverlof ten einde. Hij werd benoemd tot inspecteur van natuurkundige onderzoekingen en keerde samen met zijn vrouw aan het einde van dat jaar terug naar Java. Hij vestigde zich in Lembang ten noorden van Bandung, waar het klimaat vanwege de hoogte koeler is. In augustus 1857 werd zijn zoontje geboren, dat (als Nederlands burger) net als zijn vader de naam Frans kreeg.
Vanaf 1854 stimuleerde de Nederlands-Indische regering de aanplant van planten van het geslacht Cinchona voor het gebruik van de bast omdat hieruit kinine kon worden verkregen, dat als medicijn tegen malaria kon worden gebruikt. De bast wordt daarom "kinabast" genoemd. De Duitse botanicus Justus Karl Haßkarl had in opdracht van de regering de eerste kinabastplanten uit Zuid-Amerika gesmokkeld en de eerste plantage gesticht. De planten gedijden echter slecht op Java en in 1856 gaf Haßkarl, wiens gezondheid achteruit ging, het werk op.
Junghuhn werd benoemd tot Haßkarls opvolger, maar ook hij had aanvankelijk weinig succes. Zijn favoriete soort (Cinchona pahudiana) was niet veel rijker in kinine dan Haßkarls Cinchona calisaya. Desondanks wist hij een aantal belangrijke verbeteringen in de winning van kinine in te voeren. Zo verplaatste hij de plantages naar de hoger gelegen schaduwrijke hellingen van de Malabar en de Tangkuban Perahu. Mede dankzij deze verplaatsing van de plantages groeide Nederlands-Indië later uit tot een van de grootste kinineproducenten van de wereld. Aan het einde van het koloniale tijdperk werden met de handel grote winsten behaald. De doorbraak kwam echter pas een jaar na Junghuhns dood in 1865, toen Charles Ledger de soort Cinchona ledgeriana invoerde.

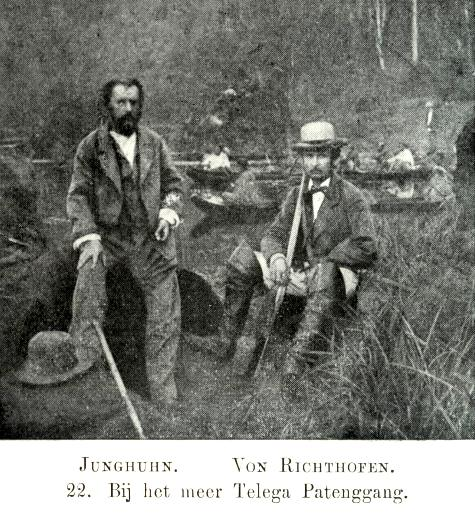
Junghuhn en Von Richthofen bij het Patengan-meer

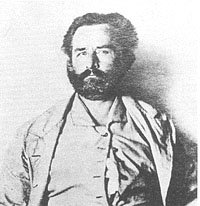
Junghuhn in Lembang (1860)

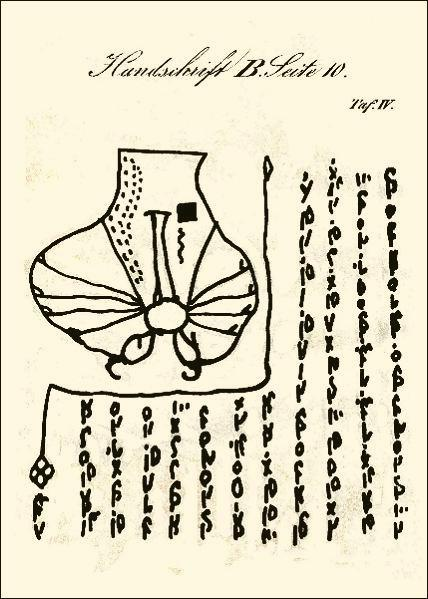
Facsimile van een op boomschors geschreven Batta-handschrift.

### Laatste jaren
In de herfst van 1861 bezocht de Duitse geoloog Ferdinand von Richthofen Java. Junghuhn nam Von Richthofen mee op een tocht door Java, waarbij hij hem technieken van veldonderzoek bijbracht. Von Richthofen, die diep onder de indruk van Junghuhns werk was, zou later door zijn verkenning van China zelf een bekend natuuronderzoeker worden.
Junghuhn werd inmiddels internationaal geprezen om zijn gedegen onderzoek, en behalve Von Richthofen brachten ook de antropoloog Fedor Jagor, de natuurvorser Karl von Scherzer en de geoloog Ferdinand von Hochstetter een bezoek aan hem toen de expeditie van de Novara Java aandeed. Junghuhn was in de laatste jaren van zijn leven continu in onderhandeling met regeringsfunctionarissen en botanici vanwege de kinabastenteelt. Als hooggeplaatst koloniaal beambte had hij een goed inkomen zodat hij in relatieve luxe kon leven.
In de laatste jaren had Junghuhn het schrijven opgegeven en de plaats van tekeningen werd in die tijd steeds meer verdrongen door de opkomende fotografie. Net zoals hij een nauwkeurig tekenaar was geweest, wist Junghuhn als een van de eerste onderzoekers ook de fotografie gericht te gebruiken bij zijn onderzoek. Het archief van het Koninklijk Instituut voor Taal-, Land- en Volkenkunde in Leiden bezit een verzameling foto’s van Junghuhn. Daaronder bevinden zich ook stereoscopische beelden en beelden gemaakt met een zelfgemaakte zelfontspanner.
Op zijn reis met Von Richthofen door West-Java kreeg Junghuhn een aanval van dysenterie, waarvan hij nooit helemaal meer herstelde. Begin 1864 werd hem een ziekteverlof in Europa toegezegd, maar vanwege een leverabces kon hij de reis niet meer maken. Op 20 april verslechterde zijn toestand en op 24 april stierf hij, 54 jaar oud, in de studeerkamer van zijn huis in Lembang. Vlak voor zijn dood vroeg hij de huisarts (Isaäc Groneman), die aan zijn bed zat, het raam te openen met de woorden: Kun je het raam openen? Ik wil afscheid van mijn geliefde bergen nemen. Ik wil de zuivere berglucht nog een keer inademen.
Zijn weduwe machtigde Groneman een gedenkteken op het graf van haar man (te Lembang) op te richten: een obelisk, die op de aarde gegrond is en naar de hemel streeft als een altaarvlam, die uitgaat van de stof en zich oplost in de oneindige ruimte. Een voorzien marmeren bas-reliëf met Junghuhns profielgezicht is nooit geplaatst. Het gedenkteken werd in 1993, op kosten van de Duitse ambassade in Indonesië, gerestaureerd. Zijn vrouw keerde na zijn dood terug naar Europa en overleefde haar man bijna een halve eeuw. Op 10 juli 1910 liet het KNAG boven de deur van zijn geboortehuis een plaquette aanbrengen. Dit huis werd in 1979 gesloopt maar de plaquette is verplaatst naar een stenen sokkel aan de rand van de straat. De straat zelf is hernoemd tot Junghuhnstraße.

## Werk

### Wetenschappelijk werk
Junghuhns werk was in diverse opzichten baanbrekend. Door zijn onderzoek en publicaties werd de topografisch-orografische kennis over Java naar een veel hoger niveau gebracht. Daarnaast waren zijn gedetailleerde beschrijvingen van de vulkanen van het eiland belangrijk voor de vulkanologie en orografie in het algemeen.
Als onderzoeker heeft Junghuhn grote invloed gehad op de kennis van de natuur van de Indonesische archipel. Hij liet met zijn verzamelingen voor tientallen jaren onderzoeksmateriaal in Leiden achter. Botanici als Heinrich Göppert of Friedrich Miquel en geologen als Karl Martin namen zijn indelingen van de Javaanse natuur over in hun eigen werk. In veel van zijn ideeën was Junghuhn zijn tijd ver vooruit, zoals zijn waarschuwing voor de catastrofale gevolgen van grootschalige houtkap. Sommige delen van zijn werk, zoals de verticale indeling van klimaten (op hoogte) op Java, worden nog steeds gebruikt.
Zijn topografische kaart van Java was de nauwkeurigste ooit, in de gekleurde uitgave bovendien de eerste geologische kaart van Java. Samen waren de kaarten en de geïllustreerde boeken over landschappen en natuur de eerste nauwkeurige en complete beschrijving van Nederlands belangrijkste kolonie en een van de eerste dergelijke beschrijvingen van een tropisch gebied in het algemeen. Het meest verbazingwekkende aan Junghuhns levenswerk is wel dat hij dit bijna zonder hulp en met slechts een primitieve uitrusting tot stand bracht, zonder een uitgebreid universitair onderzoeksprogramma achter zich te hebben.

### Boeken
In navolging van de ontdekkingsreiziger en natuuronderzoeker Alexander von Humboldt, die hij als voorbeeld zag en waarmee hij correspondeerde, illustreerde Junghuhn zijn boeken en reisverslagen met gekleurde litho's, die het publiek in Europa een nieuw inzicht gaven over het verre Indië. In de tijd waarin beiden leefden werden de natuurwetenschappen echter steeds meer gespecialiseerd in verschillende deelgebieden als botanie, geologie, paleontologie of geografie. Junghuhn kan daarom tegelijkertijd als een van de laatste echte natuurvorsers gezien worden, die alle onderdelen van de natuur tegelijk bestudeerden.
De platen uit Junghuhns boeken tonen de lezer landschappen en plantensoorten, maar ook kaarten en hoogteprofielen. Onder zijn gepubliceerde reisverslagen bevonden zich verslagen van zijn reizen door Java, de Bataklanden op Sumatra en de overtochten van Europa naar Indië en terug. Met name Java, deszelfs gedaante, bekleeding en inwendige struktuur (zijn belangrijkste werk, gepubliceerd in vier delen tussen 1850 en 1854 met een bijgaand "Java-album" van ingekleurde lithografieën) en Terugreis van Java naar Europa met de Zoogenaamde Engelsche Overlandpost, in de Maanden September en October, 1848 (1851) bevatten veel exotische afbeeldingen, duidelijk bedoeld om de Europese lezer een goede indruk van verre en vreemde landen te geven.

### Filosofie
Junghuhn stelde zich in zijn boeken over Nederlands-Indië (met name in Licht- en Schaduwbeelden uit de Binnenlanden van Java uit 1853, dat hij anoniem publiceerde) kritisch op ten opzichte van de christelijke zending. Junghuhn, die al in zijn jeugd niet veel ophad met de clerus, was lid van de Nederlandse vrijmetselaarsorde Post Nubila Lux (die overigens niet erkend werd door het Grootoosten, het overkoepelende orgaan voor vrijmetselaars in Nederland) en richtte in 1855 met enkele gelijkgezinden het maandblad De Dageraad op (tegenwoordig draagt dit tijdschrift de naam De Vrijdenker, uitgegeven door De Vrije Gedachte). Als natuuronderzoeker zag Junghuhn de natuur als Schepping en enige bron van waarheid. Hij keerde zich tegen de introductie van het christendom op Java omdat het volgens hem het vreedzame samenleven van mensen met natuur verstoorde. Vanwege zijn kritiek op de clerus waren Junghuhns boeken in onder andere Saksen en Oostenrijk verboden, in Nederland werden ze heftig bekritiseerd. Junghuhn had echter ook aanhangers, met name onder vrijdenkers en humanisten, maar ook onder de geschiedschrijvers van de arbeidersbeweging.

### Erkenning
Junghuhn was lid van diverse geleerde genootschappen, waaronder Leopoldina, de Duitse academie van wetenschappen en de Nederlandse Koninklijke Nederlandse Academie van Wetenschappen.
Franz Junghuhn werd benoemd tot Ridder in de Orde van de Nederlandse Leeuw. Prins Frederik der Nederlanden schonk hem op 14 februari 1855 een gouden doos met daarop zijn portret. In Pruisen werd Junghuhn op 3 mei 1855 benoemd tot Ridder der IIIe Klasse, vergelijkbaar met de rang van commandeur, in de Orde van de Rode Adelaar. De Oostenrijkse keizer decoreerde hem op 8 april 1861 met het Gouden Kruis van Verdienste met de Kroon.
Op 16 maart 1864 schonk een Frans instituut, de "Société Impériale Zoologique d’acclimatation" hem haar Medaille der Ie Klasse.

### Galerij van Junghuhns tekeningen

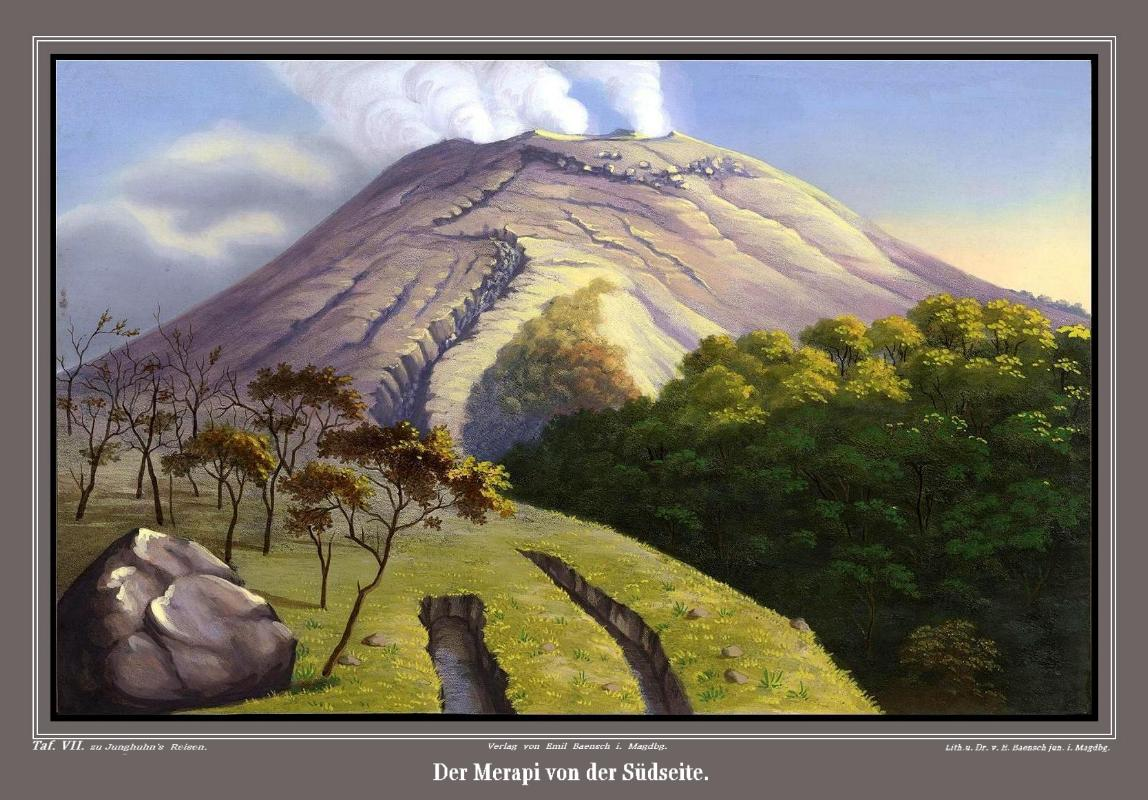
Zuidoostzijde van de top van de Merapi, september 1836.
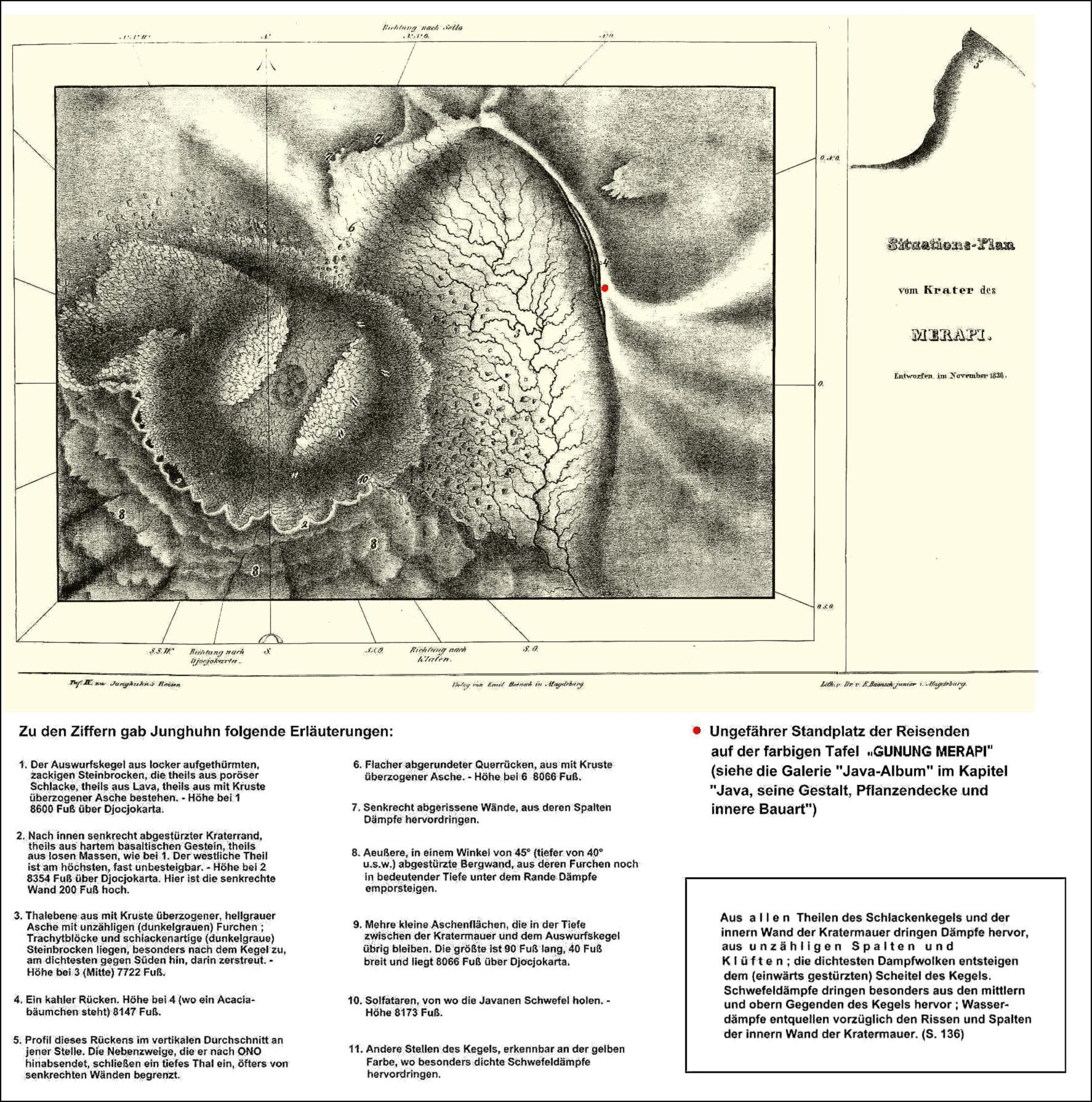
Kaart van de krater van de Merapi, november 1836, met eronder een afschrift van Junghuhns notities (in het Duits).
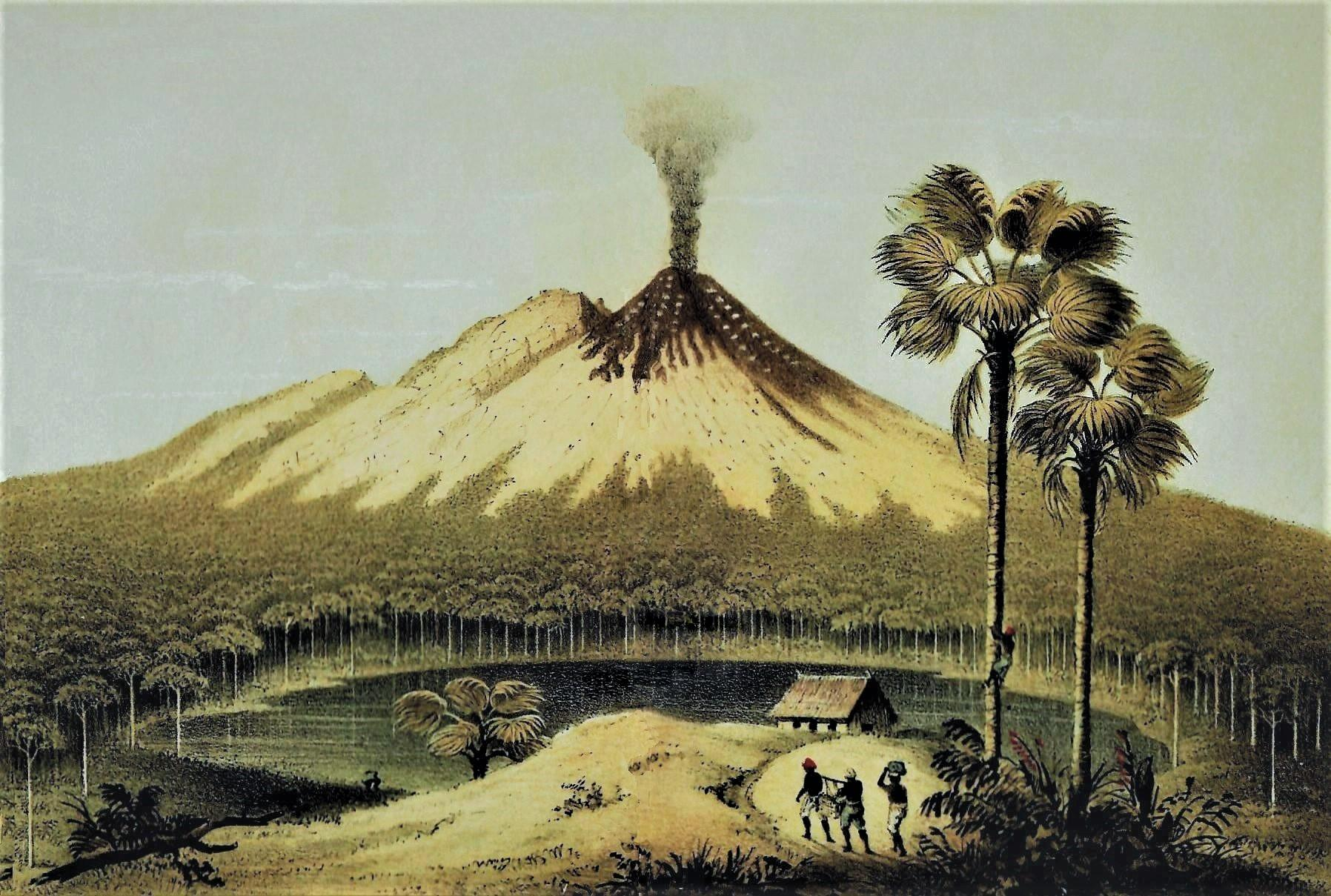
Gunung Lamongan
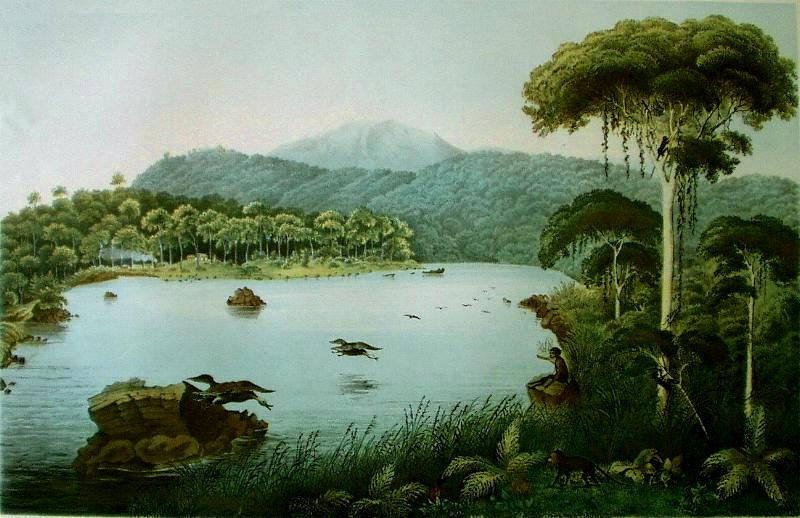
Meer van Telaga Patenen
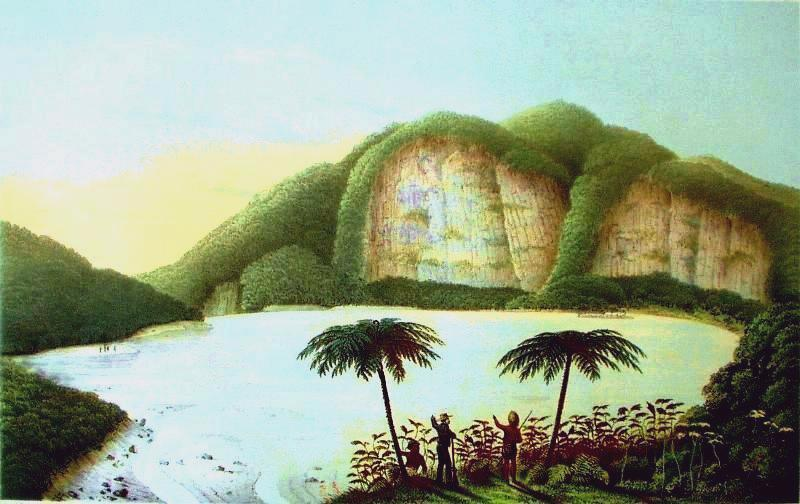
Kawah Patua
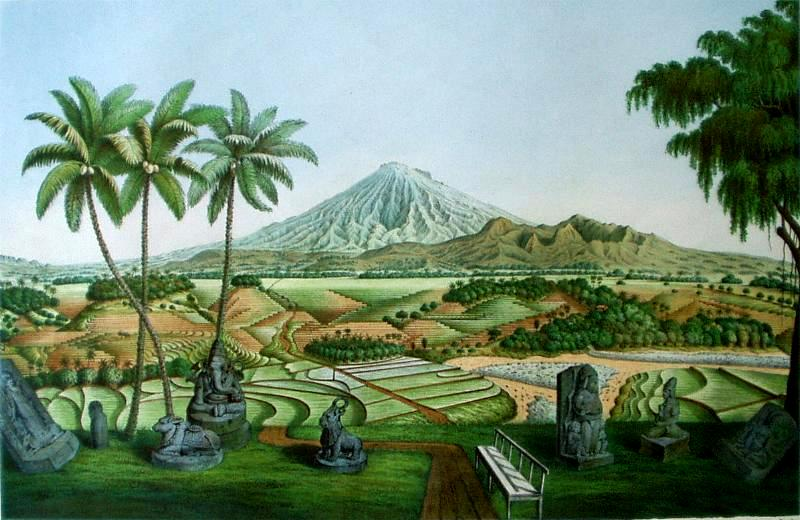
Gunung Sumbing
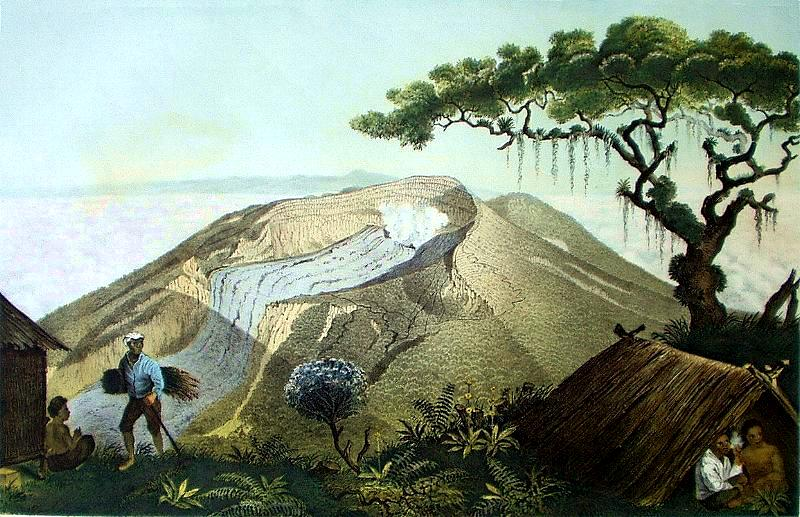
Gunung Gede, uit Junghuhns Java-Album
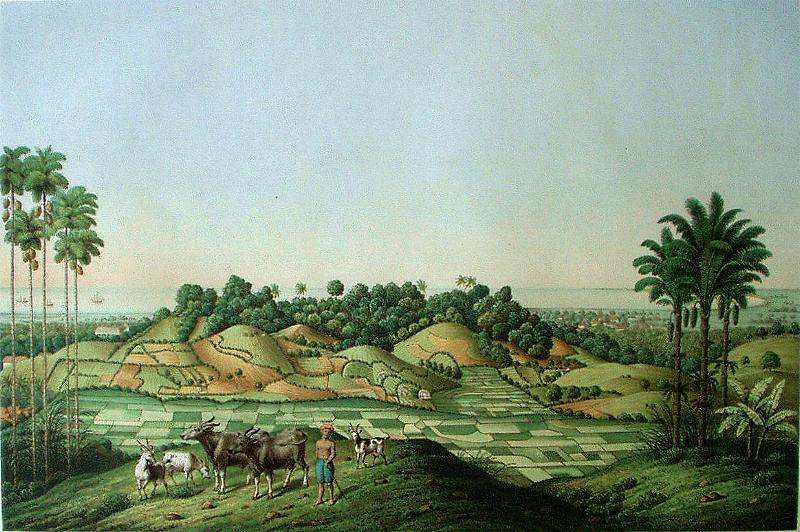
Javaanse noordkust bij Semarang
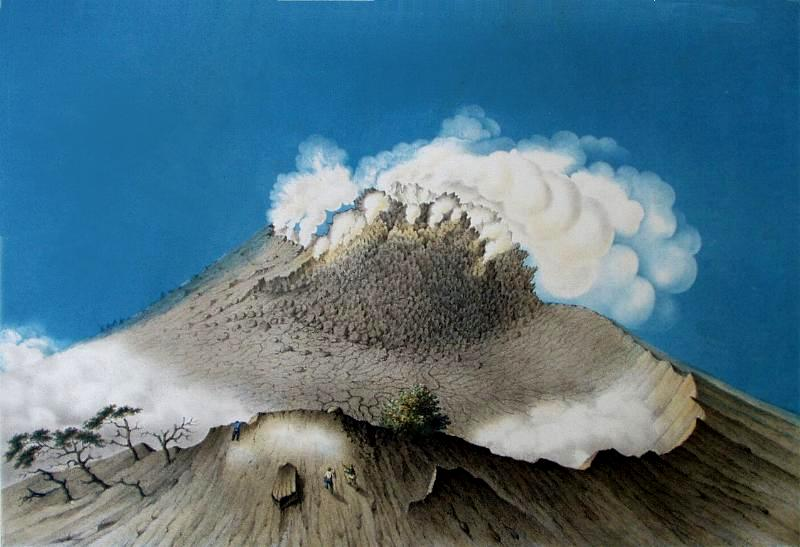
Gunung Merapi
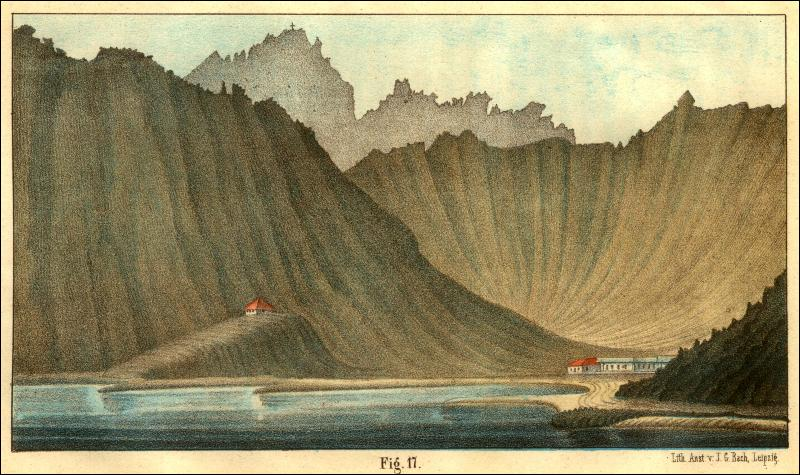
De Golf van Aden
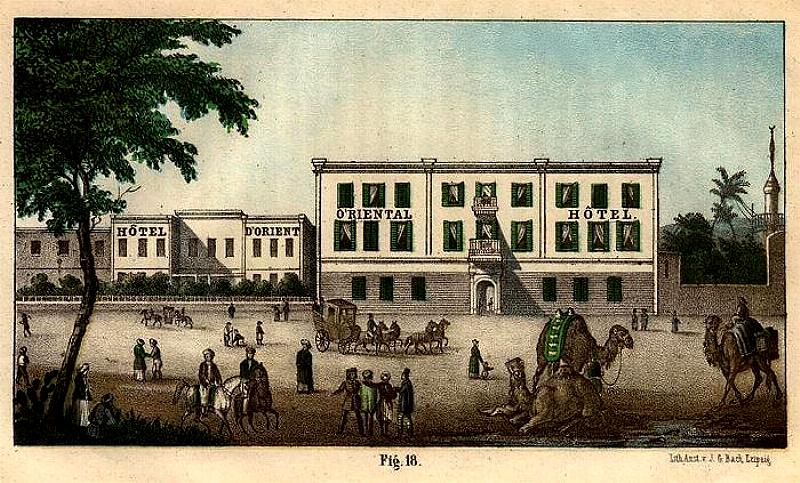
Hotel Oriental in Caïro
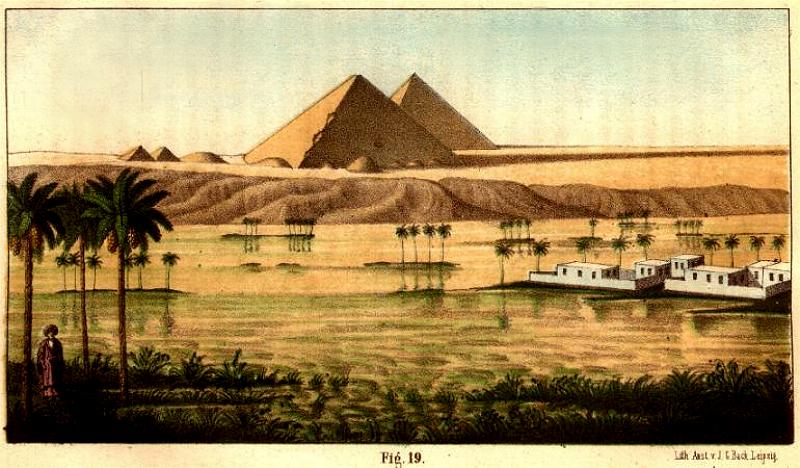
De piramiden bij Caïro

- Bibliothèque nationale de France: cb153463412 (data)
- Author citation (botany): Jungh.
- Biografisch Portaal: 99314660
- CiNii: DA09890348
- Digitale Bibliotheek voor de Nederlandse Letteren: jung001
- Gemeinsame Normdatei: 100826857
- International Standard Name Identifier: 0000 0001 1569 9625
- Library of Congress Control Number: n85142466
- Nationale Bibliotheek van Tsjechië: nlk20010099023
- Nationale Bibliotheek van Israël: 987007334727905171
- Nederlandse Thesaurus van Auteursnamen: 069857490
- RKD-Nederlands Instituut voor Kunstgeschiedenis: 207484
- Système universitaire de documentation: 083575405
- Museum of New Zealand Te Papa Tongarewa: 51260
- Trove: 1493086
- Virtual International Authority File: 49527016
- WorldCat: E39PBJj4tFmYxxHpBHmjJkM9Dq